# متلازمة كراندال
متلازمة كراندال (بالإنجليزية: Crandall syndrome)‏ وَتُسمى عوز الهرمون الملوتن وهرمون النمو، هوَ عيب خلقي نادر جداً يَتميز بحدوث صمم عصبي حسي مُتقدم وَفقدان في الشَعر مصحوب بشعر ملتو، ويتميز أيضاً بحدوث قصور في الغدد التناسلية مما يؤدي إلى انخفاض مستوى الهرمون المنشط للجسم الأصفر وَهرمون النمو. يُعتقد بأنَّ مُتلازمة كراندال عبارة عن عيب جسدي مُتنحي مُرتبط بشكل وثيق بمتلازمة بيورنشتاد التي تتميز بنفس الأعراض لكن دون حدوث قصور في الغدد التناسلية.
تَم تشخيص هذه المُتلازمة للمرة الأولى عام 1973.